# エリアス・ガスパル・ペレンベ
ドミンゲス（Dominguês）ことエリアス・ガスパル・ペレンベ（ポルトガル語: Elias Gaspar Pelembe、1983年11月13日 - ）は、モザンビーク・マプト出身のサッカー選手。モザンビーク代表。ポジションはMF。

## クラブ歴
デスポルチーヴォ・マプトから2007年夏にスーパースポート・ユナイテッドFCに移籍し、プレミアサッカーリーグデビュー。移籍後初シーズンで年間最優秀選手賞を受賞した。2009年夏にはトッテナム・ホットスパーFCを始めとするヨーロッパのクラブから興味を持たれたが、応じたのはマメロディ・サンダウンズFCからの破格のオファーであった。
2015年にビッドウェスト・ウィッツFCに移籍。2017年5月17日には古巣のマメロディ・サンダウンズとの勝ち点争いを制してリーグ制覇。監督のガヴィン・ハントは、彼は最終節のポロクワネ・シティFC戦の勝利に際して重要な役割を果たしたと述べた。この優勝によって彼は3クラブで4回のプレミアサッカーリーグ制覇という珍しいタイトルホルダーとなった。更にMTN 8でもマメロディ・サンダウンズを倒し、カップのタイトルも制した。

## 代表歴
2004年6月13日に行われたCOSAFAキャッスルカップ2004のマラウイ代表戦でモザンビーク代表初出場。2008年6月22日の2010 FIFAワールドカップ・アフリカ2次予選のマダガスカル代表戦で代表初得点を記録。

## 個人成績
2018年6月16日現在
代表での得点一覧
| No  | 日附           | 場所                                                         | 対戦相手     | 得点 | 結果 | 大会                                          |
| --- | -------------- | ------------------------------------------------------------ | ------------ | ---- | ---- | --------------------------------------------- |
| 1.  | 2008年6月22日  | マプト・エスタジオ・ダ・マシャヴァ                           | マダガスカル | 3–0  | 3–0  | 2010 FIFAワールドカップ・アフリカ2次予選      |
| 2.  | 2008年8月20日  | マプト・エスタジオ・ダ・マシャヴァ                           | エスワティニ | 3–0  | 3–0  | 親善試合                                      |
| 3.  | 2009年2月11日  | マプト・エスタジオ・ダ・マシャヴァ                           | マラウイ     | 2–0  | 2–0  | 親善試合                                      |
| 4.  | 2009年6月20日  | ナイロビ・モイ国際スポーツセンター                           | ケニア       | 1–1  | 1–2  | 2010 FIFAワールドカップ・アフリカ3次予選      |
| 5.  | 2010年8月11日  | マプト・エスタジオ・ダ・マシャヴァ                           | エスワティニ | 1–0  | 2–1  | 親善試合                                      |
| 6.  | 2011年10月8日  | マプト・エスタジオ・ダ・マシャヴァ                           | コモロ       | 3–0  | 3–0  | アフリカネイションズカップ2012予選            |
| 7.  | 2011年11月15日 | マプト・エスタジオ・ド・ジンペト                             | コモロ       | 1–0  | 4–1  | 2014 FIFAワールドカップ・アフリカ1次予選      |
| 8.  | 2012年9月9日   | マプト・エスタジオ・ド・ジンペト                             | モロッコ     | 2–0  | 2–0  | アフリカネイションズカップ2013予選            |
| 9.  | 2013年6月9日   | コナクリ・9月28日スタジアム                                  | ギニア       | 1–2  | 1–6  | 2014 FIFAワールドカップ・アフリカ2次予選      |
| 10. | 2014年7月20日  | ダルエスサラーム・ベンジャミン・ムカパ・ナショナルスタジアム | タンザニア   | 1–0  | 2–2  | アフリカネイションズカップ2015予選            |
| 11. | 2014年8月3日   | マプト・エスタジオ・ド・ジンペト                             | タンザニア   | 2–1  | 2–1  | アフリカネイションズカップ2015予選            |
| 12. | 2014年9月10日  | マプト・エスタジオ・ド・ジンペト                             | ニジェール   | 1–0  | 1–1  | アフリカネイションズカップ2015予選            |
| 13. | 2015年3月29日  | ロバツェ・ロバツェ・スタジアム                               | ボツワナ     | 2–1  | 2–1  | 親善試合                                      |
| 14. | 2016年6月4日   | キガリ・アマホロ・スタジアム                                 | ルワンダ     | 1–0  | 3–2  | アフリカネイションズカップ2017予選・グループH |
| 15. | 2016年6月4日   | キガリ・アマホロ・スタジアム                                 | ルワンダ     | 3–2  | 3–2  | アフリカネイションズカップ2017予選・グループH |
| 16. | 2017年9月2日   | マプト・エスタジオ・ド・ジンペト                             | ケニア       | 1–0  | 1–1  | 親善試合                                      |